# Паркер Сити (Индијана)
Паркер Сити (енгл. Parker City) град је у америчкој савезној држави Индијана.

## Демографија
По попису из 2010. године број становника је 1.419, што је 3 (0,2%) становника више него 2000. године.
| Група             | 2000.         | 2010.         |
| Белци             | 1.401 (98,9%) | 1.382 (97,4%) |
| Афроамериканци    | 2 (0,1%)      | 7 (0,5%)      |
| Азијати           | 1 (0,1%)      | 0 (0,0%)      |
| Хиспаноамериканци | 5 (0,4%)      | 6 (0,4%)      |
| Укупно            | 1.416         | 1.419         |